# Руденко Адель Вікторівна
Руденко Адель Вікторівна (7 квітня 1940, Кременчук, Полтавська область, Українська РСР, СРСР) — українська мікробіологиня та вірусологиня, доктор біологічних наук (1984), професор (1990). Лауреатка премії імені Д. К. Заболотного НАН України (2000). Дослідниця в галузі мікробіології, вірусології, мікології, імунології та клінічної урології.

## Біографія
Народилася 7 квітня 1940 року в місті Кременчук (нині — Полтавська область, Україна).
У 1962 році закінчила біологічний факультет Київського державного університету імені Тараса Шевченка. Після завершення навчання працювала в цьому ж університеті, зокрема на кафедрі вірусології, яка на той час була єдиною у СРСР.
З 1969 року працює в Інституті урології Національної академії медичних наук України (Київ), де обіймала посади старшого наукового співробітника та завідувачки лабораторії мікробіології, вірусології та мікології.
У 1984 році захистила докторську дисертацію, а в 1990 році отримала вчене звання професора.

## Наукова діяльність
Основні напрями наукових досліджень:
- етіологія та патогенез інфекційно-запальних захворювань нирок, сечовивідних шляхів та органів репродуктивної системи;
- інфекційні чинники чоловічого та жіночого безпліддя, невиношування вагітності;
- реакція імунної системи на запальні процеси;
- антимікробна терапія та проблема антибіотикорезистентності;
- мінливість мікроорганізмів;
- розробка нових полімерних матеріалів з антибактеріальними властивостями, зокрема для космічної медицини.

Під її керівництвом створено понад 30 науково-дослідних проєктів, зокрема міждисциплінарні дослідження з екобіозахисту людини від патогенних мікроорганізмів. Авторка понад 600 наукових праць та близько 30 патентів і авторських свідоцтв. Підготувала понад 20 кандидатів і докторів наук.
Є засновницею української наукової школи мікоплазмології.

## Відзнаки
- Премія імені Д. К. Заболотного НАН України (2000).
- Заслужений винахідник України.
- Грамоти Верховної Ради України та Президії НАМН України.

## Основні праці
1. Микробиологические исследования в урологии. К., 1981.
2. Иммунитет и инфекция при пересадке почки. К., 1986.
3. Орунгал: перспективы применения при микозах, обусловленных плесневыми и дрожжеподобными грибами // Проблемы медицины. 1999. № 3.
4. Роль інфекційних факторів у формуванні порушень репродуктивного здоров’я сім’ї // Педіатрія, акушерство та гінекологія. 2003. № 2.
5. Особливості клінічного перебігу гострого неускладненого пієлонефриту у хворих за наявності збудників запального процесу різної таксономічної належності // Урологія. 2019. Т. 23, № 3 (усі — співавт.).